# Synchro Film
Synchro Film war eine österreichische Postproduktionsgesellschaft mit Sitz in Wien-Neubau. Das 1989 von Alexander und Susanne Wieser gegründete Unternehmen deckte als einziges in Österreich alle Dienstleistungen für die Bereiche Film, Video, digitale Daten und Ton ab.

## Geschichte und Unternehmensphilosophie
Synchro Film Video & Audio Bearbeitungs GmbH wurde im Oktober 1989 gegründet. Anfang der 1990er Jahre beschäftigte sich die Firma mit 3D-Animationen (1989) und arbeitete mit dem digitalen Schnittprogramm Avid (1990). 1991 wurde die Cintel-Technologie für die Röhrenabtastung angewendet, sieben Jahre später konnten 2K Scans mit dem Spirit durchgeführt werden und mit der in Hollywood bewährten Celco-Technologie qualitative Filmaufzeichnungen gemacht werden. Synchro Film hat damit bereits größere Kinoproduktionen wie Sturmfrei von Hans Selikovsky oder Inside America von Regisseurin Barbara Eder ausbelichtet.
1990 wurde durch die Installation des Fiber Channel Networks die Übertragung großer Datenmengen ermöglicht. Die Anschaffung des Nucoda im Jahr 2004 ermöglicht eine 2K-Echtzeit-Farbkorrektur. Ab 2006 wurde die HD-Abtastung möglich, die durch die Anschaffung des Scanity 2010 abgelöst wurde und so konnte auch der 2K- und 4K-Scan von 35-mm- und 16-mm-Filmen realisiert werden.
Als neben der Listo Film ist die Synchro Film Video & Audio Bearbeitungs GmbH Österreichs einziges Filmkopierwerk und für einen großen Teil der in Österreich hergestellten Filmproduktionen in der Nachbearbeitung und Filmkopierung tätig. Der Schwerpunkt des Unternehmens liegt in der Bearbeitung von nationalen und internationalen Spiel- und Dokumentarfilmen sowie von Werbefilmen und Fernsehproduktionen. Avantgardefilmschaffende und internationale Filmschulen zählen ebenfalls zu den Kunden des Unternehmens.
2016 musste das Unternehmen Insolvenz anmelden. 21 Dienstnehmer sind davon betroffen.

## Spezialisierungsbereiche

### Analoges Kino
Synchro Film Video & Audio war das erste Filmlabor, das die Kodak KIT Chemie einsetzte. Dadurch, dass diese Chemie auch im Positivprozess verwendet wird, entstehen brillante Filmkopien. Die Kodak IMAGECARE Zertifizierung stellt sicher, dass das Labor die Filmnegative auf höchstem Niveau bearbeitet. Im Jahr 2007 hat das Unternehmen als erstes Labor in Europa die 100 Prozent erreicht. Durch ein eigenes Frischluftsystem mit Klimatisation für alle Arbeitsräume wird die Staubbildung auf ein Minimum reduziert. Liste der Leistungen im analogen Bereich:
- Negativ/Positiv Entwicklung
- Negativschnitt mit Keycode
- Filmreinigung mit Rewash
- Kopierung (nass und trocken B+H und Schmitzer)
- Optische Kopierung und Blow Up (9,5; S-8; S-16; S35)
- Archivkopierung für geschrumpftes Material bis zu 2,2 %
- Lichttonüberspielung (SRD, DTS, Mono/16 mm)

### Digitales Kino

#### Digitales Intermed
Der heute oft verwendete Begriff Digitales Intermed hat bei der Synchro Film Video & Audio eine lange Tradition. Folgende Aufgaben sind in diesem Bereich vermerkt:
- 2K-Scan von 9,5-mm- und (S) 8-mm-Filmen (Spirit)
- 2K- und 4K-Scan von 16- und 35-mm-Filmen (Scanity)
- auflösungsunabhängige Farbkorrektur mit HD-Projektion (Digital Vision - Film Master)
- Rauschunterdrückung, Schrammen- und Schmutzentfernung
- Ausbelichtung auf alle „Negativ- oder Dup/Intermedmaterialien“ (ArriLaser 2 & Celco Film Recorder Firestorm 2X Digital Motion Picture)

#### Grafik
In dieser Abteilung finden verschiedene Tätigkeiten, wie Retusche und Wiederherstellung von beschädigten Negativen, Titel-, Plakat- und Webdesign, digitale Bildbearbeitung mit Spezialeffekten und 2-D beziehungsweise 3-D-Animation statt.

### TV
Die komplette Fertigstellung von TV-Serien, -Filmen oder -Dokus, die auf Film, SD, HD, RED oder anderen digitalen Formaten gedreht wurden, ist bei Synchro Film möglich. Die Firma arbeitet mit einem Spirit Data Cine 2K, Scanity 2K und 4K. Im digitalen Bereich werden verschiedene Leistungen erbracht:
- Filmüberspielung auf SD, HD, 2K oder 4K (Spirit Data Cine oder Scanity) mit AATON DAWN Software
- Dailies in DNxHD- oder ProRes-Dateien
- Farbkorrektur 2K Da Vinci, Digital Vision - Film Master mit HD-Projektion
- Rausch-, Schrammen und Schmutzunterdrückung
- AVID oder Final Cut Off oder On-Lineschnitt in HD
- SD, HD, 2K, 4K, RED Conforming von EDL, FCP oder Avid-Projekt
- Digitale Online Editsuite mit Abekas Bildmischer
- Grafikabteilung für Spezialeffekte, 2-D- oder 3-D-Animation
- Konfektionierung von Sendebändern
- Überspielung auf HDCamSR, HDCam, D1, DigiBeta, BetaSP, MII, HDV, DVCPro 25/50, DVCam, DV, Blu-ray, DVD, VHS, U-Matic

### Restaurierung
Seit Jahren beschäftigt sich das Unternehmen mit der Restaurierung alter Filmmaterialien. Eigene technische Entwicklungen und verschiedene Patente ermöglichen die fast naturgetreue Wiederherstellung alter Materialien ohne digitale Technik. Die Nass- und Umkopierung der Formate 9,5, (S-)8, (S-)16 und 35 mm bis zu einer Schrumpfung von 2,2 % auf 16 oder 35 mm einschließlich Cinemascope gehört ebenfalls zu den Aufgaben des Unternehmens. Zudem hat die Firma auch Know-how auf dem Gebiet des analogen Blow-Up-Verfahrens und beschäftigt sich mit der Umkopierung viragierter Kopien auf Farbnegativ oder auf Farbpositiv mittels Desmet-Verfahren oder mittels Viragierung nach alter Technik, jedoch ohne Klebestellen (eigenes Verfahren: Virage 2000).

### Audio
Im Haus befinden sich zwei Mischstudios. Eines ist mit der digitalen Mischkonsole Harrison MPC4D, das andere mit dem Euphonix System 5 MC-Pro ausgestattet. Das technische Equipment und die THX-Zertifizierung erlauben die komplette Tonbearbeitung von Spiel- und Dokumentarfilmen, von TV- und Zeichentrickserien und Synchronisation inkl. Buch und Regie, sowie Geräuschsynchronisationen und Sound-Design. Ein internes Netmix-Soundarchiv ist vorhanden.

## Sponsoring
Synchro Film fördert österreichische Filmfestivals wie die Viennale, die Diagonale und Crossing Europe. Außerdem werden verschiedene internationale Festspiele unterstützt, beispielsweise die Filmfestspiele in Sarajevo, das Film Festival in Sofia, sowie das Black Nights Filmfestival in Tallinn. Gesponsert werden auch Ausbildungsstätten wie die Universität für Darstellende Künste in Wien.